# فنسنت ميندي
فنسنت ميندي (22 يناير 1988 في فرنسا - ) (بالفرنسية: Vincent Mendy)‏ هو لاعب كرة قدم فرنسي في مركز الوسط. لعب مع إثنيكوس وسبارتا براغ وSK Hlavice ‏ وFK Baník Most 1909 ‏.

## وصلات خارجية
- فنسنت ميندي على موقع قاعدة بيانات كرة القدم.إي يو (الإنجليزية)
- فنسنت ميندي على موقع Soccerway.com (الإنجليزية)